# تفردية دينية

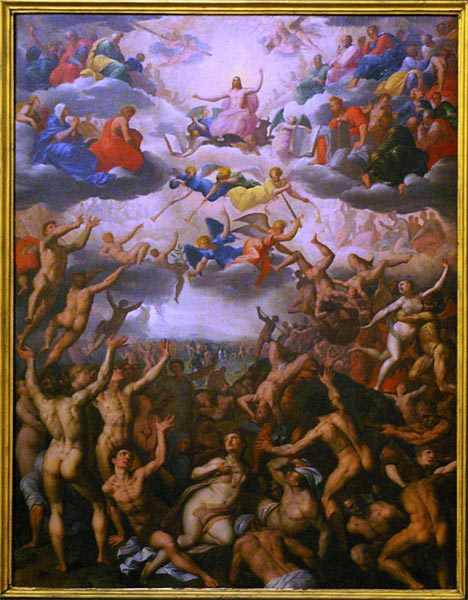

التفرد الديني هو المذهب أو المعتقد الذي ينص على وجود مذهب أو معتقد واحد صحيح.

## الإسلام
يعتقد المسلمون أن الإسلام هو الأصل وهو الإيمان الأساسي الصحيح الوحيد وهو الفطرة التي كشف عنها نبي الإسلام محمد.

## اليهودية
يعتقد اليهود أن إله إبراهيم هو الإله الواحد الحقيقي وهو الذي اعتبرهم شعبه المختار ومنحهم مهمة نشر مفهوم التوحيد. لا يعتبر اليهود اختيارهم من قبل الرب علامة على تفوقهم على الشعوب الأخرى، لكن كمسؤولية ليكونوا مثالاً سلوكياً أيضاً يضاهي الشعوب الأخرى. نسخة محفوظة 22 فبراير 2017 على موقع واي باك مشين.

## البوذية
يمكن اعتبار التفرد الديني البوذي متورطاً بأولئك الذين لا يقبلون تعاليم بوذا، مثل الطريق النبيل الثماني، مقدرين ليعانوا من دوامة المعاناة من خلال تناسخ لا نهاية له. في حين أولئك الذين يمارسون الطريق الصحيح يمكن أن يصلوا إلى النور. ومع ذلك، فإن العديد من الديانات الشرقية ليست تفردية. على سبيل المثال، هناك الملايين من البوذيين الذين يعتبرون أنفسهم أيضاً أتباع للكونفوشيوسية والطاوية.